# Dig Dug
Dig Dug — аркадна відеогра жанру лабіринт, розроблена японською компанією Namco та випущена 1982 року Atari, Inc.